# Orville Hickman Browning
Orville Hickman Browning (Cynthiana, 10 febbraio 1806 – Quincy, 10 agosto 1881) è stato un politico e avvocato statunitense.
Fu un senatore repubblicano dell'Illinois.

## Biografia
Browning nacque il 10 febbraio 1806 a Cynthiana (Kentucky). Fu un veterano della guerra di Falco Nero. Browning fu un delegato degli Whig alla convenzione anti-Nebraska tenutasi a Bloomington nel maggio 1856. Questa convenzione pose le fondamenta del Partito Repubblicano.
Browning fu nominato al seggio senatoriale lasciato vacante dalla morte di Stephen A. Douglas. Tentò senza successo di venire rieletto al senato per l'Illinois nel 1862, lasciando Abraham Lincoln senza amici personali al Congresso. Si disse che Lincoln stesse considerando la nomina di Browning a Segretario degli Interni in sostituzione dei Caleb Blood Smith, ma lo divenne solo durante l'amministrazione Johnson.
Il presidente Andrew Johnson lo nominò Segretario degli Interni dal 1866 al 1869. Dopo la guerra Browning entrò in società a Washington con Thomas Ewing Sr. e col figlio Thomas Ewing Jr.. Browning morì il 10 agosto 1881 e fu sepolto nel cimitero di Woodland, a Quincy.
Nel 1844 Browning difese con successo cinque uomini accusati dell'omicidio di Joseph Smith, fondatore del movimento dei Santi degli ultimi giorni.